# Stan Ridgway

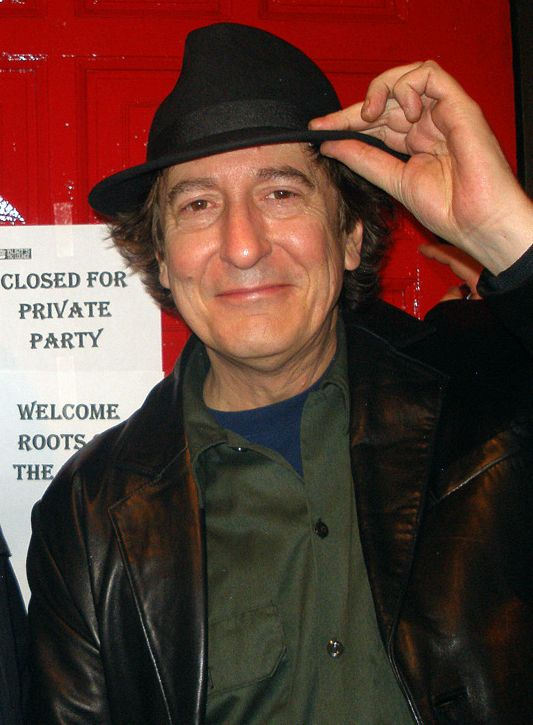
Stan Ridgway (2009)

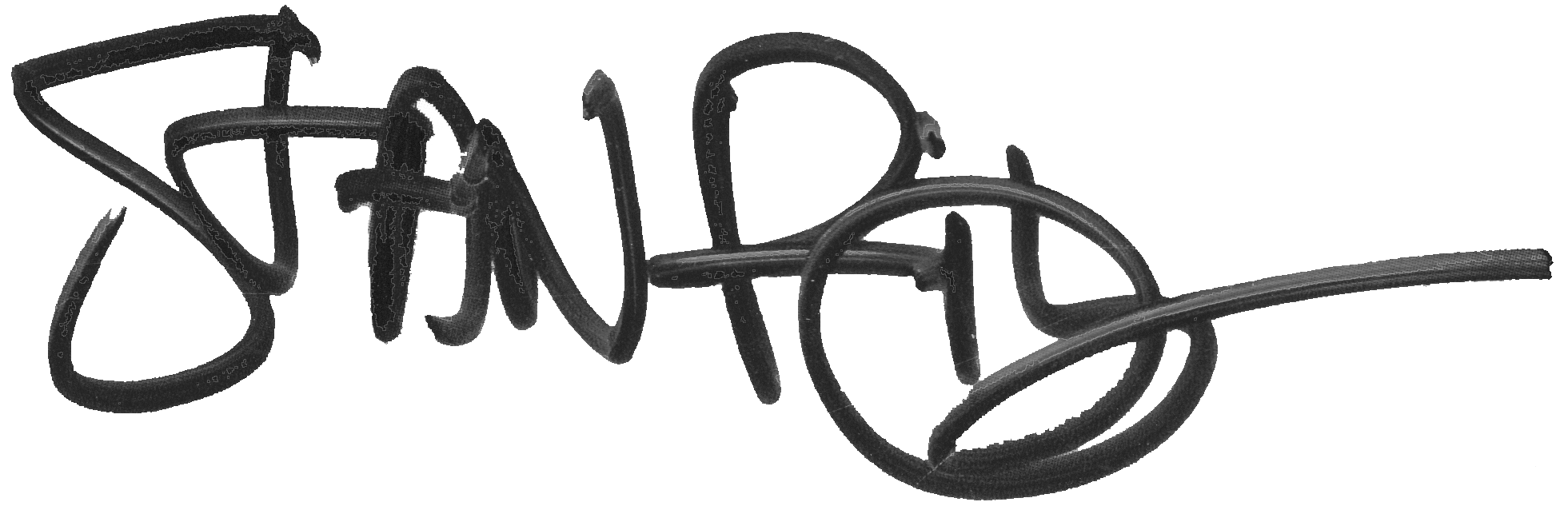
Unterschrift

Stanard „Stan“ Ridgway (* 5. April 1954 in Barstow, Kalifornien) ist ein US-amerikanischer Musiker.

## Geschichte
Stan Ridgway war in den 1980er Jahren Gründungsmitglied, Sänger und einer der kreativen Köpfe der Band Wall of Voodoo, deren bekanntester Song Mexican Radio aus dem Album Call Of The West von 1982 ist. Er verließ die Gruppe bald darauf und etablierte sich als Solokünstler. Ridgways größter Hit in Europa war 1986 die Single Camouflage aus seinem Debütalbum The Big Heat, die es in Großbritannien bis auf Platz 4 der Single-Charts schaffte und heute auf vielen Samplern mit Musik der 1980er Jahre zu finden ist. Camouflage erreichte in Deutschland Platz 8, in Österreich Platz 17 und Platz 11 in der Schweiz. Auch in den Niederlanden (Rang 11) und Belgien (Rang 7) war die Auskopplung erfolgreich, während das Album den höchsten Peak in Norwegen (Rang 11) verzeichnete.
Drei Jahre später hatte er mit der Single Calling Out To Carol vom Album Mosquitos noch einen Radio-Hit, der sich in Deutschland bis heute in den Playlisten großer Sender (WDR 2, SWR3) gehalten hat. Partyball war 1991 sein letztes Album bei einem Major-Label. Daneben war Ridgway immer wieder als Musiker an Filmprojekten beteiligt, beispielsweise 1983 beim Song Don’t Box Me In zusammen mit Stewart Copeland (Schlagzeuger der Band The Police) in Francis Ford Coppolas Film Rumble Fish, der Verfilmung des gleichnamigen Romans von Susan E. Hinton. 1987 erschien der Titel End Of The Line aus dem deutsch-französischen Spielfilm Terminus auch als Single, 1990 steuerte er zudem den Song Talk Hard zum Film Hart auf Sendung mit Christian Slater bei.
Verheiratet ist er mit der Sängerin und Keyboarderin Pietra Wexstun. Das Ehepaar Ridgway/Wexstun ist auch musikalisch eng miteinander verwachsen: Während Pietra regelmäßig auf Stans Solo-Alben auftaucht, ist er Mitglied ihrer Band Hecate’s Angels. Zudem sind beide seit 1995 mit dem Projekt Drywall aktiv und nahmen 2003 gemeinsam das Soundtrack-Album Blood für eine Ausstellung des amerikanischen Malers Mark Ryden auf. Außerdem hat Ridgway eine Vorliebe für die Musik von Kurt Weill (deutscher Text von Bertolt Brecht), allerdings ist keine seiner Interpretationen dieser Werke auf seinen Solo-Alben zu finden (auf der Best-Of-Compilation Songs That Made This Country Great von 1992 ist jedoch eine Aufnahme von The Cannon Song aus der Dreigroschenoper enthalten).

## Besonderes
Ridgway begeistert sich seit seiner Kindheit fürs Bauchreden. Aus diesem Grund tauchte im Video zu dem Song Big Dumb Town vom Album Black Diamond eine entsprechende Puppe auf, die den Namen Jackie „Teak“ Lazar trägt. Auf einigen Alben sind Solo-Stücke von Jackie zu hören, häufig Cover-Versionen bekannter Stücke wie A Very Good Year (im Original von Frank Sinatra).
Seit dem Beginn seiner Karriere hat Stan Ridgway mit einem Schreibfehler in seinem Namen zu kämpfen: Möglicherweise aufgrund der Aussprache ist in vielen Quellen die Schreibweise Ridgeway zu finden. Diese Schreibweise hält sich bis heute hartnäckig und hat selbst in einigen Online-Katalogen und ähnlichen Werken Einzug gefunden.

## Diskografie

### Studioalben
- 1986: The Big Heat
- 1989: Mosquitos
- 1991: Partyball
- 1992: Songs That Made This Country Great (Best-Of-Kompilation)
- 1996: Black Diamond
- 1997: Film Songs (Kompilation)
- 1998: The Way I Feel Today (Coveralbum)
- 1999: Anatomy
- 2002: Holiday In Dirt (Kompilation)
- 2003: Blood (Soundtrack mit Pietra Wexstun)
- 2004: Snakebite
- 2010: Neon Mirage
- 2011: The Complete Epilogues (Kompilation)
- 2012: Mr. Trouble
- 2016: Priestess Of The Promised Land (mit Pietra Wexstun)

### Chartplatzierungen
| Jahr | Titel        | Höchstplatzierung, Gesamtwochen, AuszeichnungChartplatzierungen (Jahr, Titel, Platzierungen, Wochen, Auszeichnungen, Anmerkungen) | Höchstplatzierung, Gesamtwochen, AuszeichnungChartplatzierungen (Jahr, Titel, Platzierungen, Wochen, Auszeichnungen, Anmerkungen) | Höchstplatzierung, Gesamtwochen, AuszeichnungChartplatzierungen (Jahr, Titel, Platzierungen, Wochen, Auszeichnungen, Anmerkungen) | Höchstplatzierung, Gesamtwochen, AuszeichnungChartplatzierungen (Jahr, Titel, Platzierungen, Wochen, Auszeichnungen, Anmerkungen) | Höchstplatzierung, Gesamtwochen, AuszeichnungChartplatzierungen (Jahr, Titel, Platzierungen, Wochen, Auszeichnungen, Anmerkungen) | Anmerkungen                |
| Jahr | Titel        | DE | AT | CH | UK | US | Anmerkungen                |
| ---- | ------------ | --- | --- | --- | --- | --- | -------------------------- |
| 1986 | The Big Heat | DE38 (10 Wo.)DE | — | CH27 (2 Wo.)CH | — | US131 (9 Wo.)US | Erstveröffentlichung: 1986 |

#### Mit Wall of Voodoo
Siehe dort

#### Mit Drywall
- 1995: Work The Dumb Oracle
- 1996: The Drywall Project / The Drywall Incident
- 2005: Barbeque Babylon

### Singles
- 1983: Don’t Box Me In
- 1985: The Big Heat
- 1985: Salesman
- 1985: Drive She Said
- 1986: Camouflage (Remix)
- 1986: The Big Heat (Remix)
- 1986: Walkin’ Home Alone
- 1987: End Of The Line (Soundtrack)
- 1989: Calling Out to Carol
- 1989: Goin’ Southbound
- 1989: Lonely Town
- 1991: I Wanna Be A Boss
- 1996: Big Dumb Town
- 1996: Knife And Fork

### Chartplatzierungen
| Jahr | Titel Album                          | Höchstplatzierung, Gesamtwochen, AuszeichnungChartplatzierungen (Jahr, Titel, Album, Platzierungen, Wochen, Auszeichnungen, Anmerkungen) | Höchstplatzierung, Gesamtwochen, AuszeichnungChartplatzierungen (Jahr, Titel, Album, Platzierungen, Wochen, Auszeichnungen, Anmerkungen) | Höchstplatzierung, Gesamtwochen, AuszeichnungChartplatzierungen (Jahr, Titel, Album, Platzierungen, Wochen, Auszeichnungen, Anmerkungen) | Höchstplatzierung, Gesamtwochen, AuszeichnungChartplatzierungen (Jahr, Titel, Album, Platzierungen, Wochen, Auszeichnungen, Anmerkungen) | Höchstplatzierung, Gesamtwochen, AuszeichnungChartplatzierungen (Jahr, Titel, Album, Platzierungen, Wochen, Auszeichnungen, Anmerkungen) | Anmerkungen                                              |
| Jahr | Titel Album                          | DE | AT | CH | UK | US | Anmerkungen                                              |
| ---- | ------------------------------------ | --- | --- | --- | --- | --- | -------------------------------------------------------- |
| 1983 | Don’t Box Me In Rumble Fish (O.S.T.) | — | — | — | UK91 (1 Wo.)UK | — | Erstveröffentlichung: Dezember 1983 mit Stewart Copeland |
| 1986 | Camouflage The Big Heat              | DE8 (15 Wo.)DE | AT17 (6 Wo.)AT | CH11 (11 Wo.)CH | UK4 (12 Wo.)UK | — | Erstveröffentlichung: Juni 1986                          |
| 1989 | Calling Out to Carol Mosquitos       | — | — | — | UK91 (2 Wo.)UK | — | Erstveröffentlichung: Mai 1989                           |